# NTT東日本硬式野球部
NTT東日本硬式野球部（エヌティーティーひがしにほんこうしきやきゅうぶ）は、東京都に本拠地を置き、日本野球連盟に所属する社会人野球の企業チームである。合宿所と練習グラウンドであるNTT東日本船橋グラウンドは、千葉県船橋市に所在する。
運営母体は、NTTグループ。

## 概要
1952年に日本電信電話公社が発足すると、その後数年の間に全国各地で電電公社の社会人野球チームが誕生した。1954年に東京都を本拠地に『電電東京硬式野球部』として発足した。
1959年に都市対抗野球に、1974年に日本選手権にそれぞれ初出場を果たしている。
1981年、都市対抗野球で初優勝を遂げた。
1985年、日本電信電話公社の民営化に伴いチーム名を『NTT東京硬式野球部』に改称した。
1999年、NTTグループの再編に伴い同年1月にNTT東京硬式野球部を『NTT東日本硬式野球部』に、NTT関西硬式野球部を『NTT西日本硬式野球部』にそれぞれ改称し、社内の各野球部はそのどちらかに統合されることが決まった。これを受け当チームは、NTT東日本のエリアにある4チーム（NTT北海道、NTT東北、NTT関東、NTT信越）を統合した。合宿所と練習グラウンド（NTT東日本船橋グラウンド）については、NTT関東のものを使用することになった。
2011年、都市対抗野球で30年ぶりに進出した決勝戦でJR東日本との東京勢対決を繰り広げたが、延長11回にサヨナラ負けを喫し準優勝となった。
2017年、都市対抗野球で36年ぶり2度目の優勝を果たした。
2022年、日本選手権で準優勝を果たした。

## 設立・沿革
- 1954年 - 『電電東京』として創部。
- 1959年 - 都市対抗野球に初出場（初戦敗退）。
- 1974年 - 日本選手権に初出場（第1回大会、初戦敗退）。
- 1981年 - 都市対抗野球で初優勝。
- 1985年 - チーム名を『NTT東京』に改称
- 1999年 - 本社再編に伴い、チーム名を『NTT東日本』に改称し、東日本エリア4チームを統合。
- 2011年 - 都市対抗野球で準優勝。
- 2017年 - 都市対抗野球で36年ぶり2度目の優勝。
- 2020年 - 都市対抗野球で準優勝。
- 2022年 - 日本選手権で準優勝。

## 主要大会の出場歴・最高成績
（「電電東京」、「NTT東京」時代を含む）
- 都市対抗野球大会：出場47回、優勝2回（1981、2017年）、準優勝2回（2011年、2020年）
- 社会人野球日本選手権大会：出場18回、準優勝1回（2022年）、4強3回（2010年、2017年、2021年）
- JABA北海道大会：優勝2回（2014、2018年[1]）
- JABA東北大会：優勝2回（2005、2018年[1]）
- JABA東京スポニチ大会：優勝1回（1976年）
- JABA静岡大会：優勝3回（1959、1986年、2024年）
- JABA四国大会：優勝1回（1998年）
- JABA九州大会：優勝2回（1964、1979年）
- JABA長野県知事旗争奪野球大会：優勝5回（1981、2000、2002、2003、2010年）
- JABA日立市長杯争奪大会：優勝3回（1977、1978、2015年）
- JABA広島大会：優勝1回（1974年）

## 主な出身プロ野球選手
「電電東京」「NTT東京」時代を含む
- 土屋紘（投手） - 1967年ドラフト1位で中日ドラゴンズに入団
- 柚木秀夫（投手） - 1970年ドラフト外で南海ホークスに入団
- 尾崎亀重（捕手） - 1971年ドラフト8位でヤクルトアトムズに入団
- 佐藤龍一郎（外野手） - 東京農業大学在学時の1972年にドラフト6位で大洋ホエールズから指名を受けるも一時拒否し、当チームに1年間所属した後、1973年シーズン終了後に入団
- 与田剛（投手） - 1989年ドラフト1位で中日ドラゴンズに入団
- 今関勝（投手） - 1992年ドラフト3位で日本ハムファイターズに入団
- 沖原佳典（内野手） - 2000年ドラフト6位で阪神タイガースに入団
- 田中充（投手） - 2001年ドラフト4位で千葉ロッテマリーンズに入団
- 渡邉恒樹（投手） - 2004年ドラフト2位で東北楽天ゴールデンイーグルスに入団
- 草野大輔（内野手） - NTT九州に転籍後、廃部に伴いホンダ熊本に移籍し、2005年大学生・社会人ドラフト8位で東北楽天ゴールデンイーグルス入団
- 上野貴久（投手） - 2006年大学生・社会人ドラフト3位で読売ジャイアンツに入団
- 清田育宏（外野手） - 2009年ドラフト4位で千葉ロッテマリーンズに入団
- 小石博孝（投手） - 2011年ドラフト2位で埼玉西武ライオンズに入団
- 井納翔一（投手） - 2012年ドラフト3位で横浜DeNAベイスターズに入団
- 髙木伴（投手） - 2014年ドラフト4位でオリックス・バファローズに入団
- 横山弘樹（投手） - 2015年ドラフト2位で広島東洋カープに入団
- 西村天裕（投手） - 2017年ドラフト2位で北海道日本ハムファイターズに入団
- 福田周平（内野手） - 2017年ドラフト3位でオリックス・バファローズに入団
- 渡邉啓太（投手） - 2017年ドラフト5位で千葉ロッテマリーンズに入団
- 佐々木健（投手） - 2020年ドラフト2位で埼玉西武ライオンズに入団
- 上川畑大悟（内野手） - 2021年ドラフト9位で北海道日本ハムファイターズに入団
- 片山楽生（投手） - 2024年ドラフト6位でオリックス・バファローズに指名

## 元プロ野球選手の競技者登録
- 久保木清（元：読売ジャイアンツ） - 外野手→退団
- 伊藤勲（元：南海ホークス、横浜大洋ホエールズ） - コーチ（2004年～2006年）→退団
- 上野貴久（元：読売ジャイアンツ） - 投手（2012年）→退団
- 井端弘和（元：読売ジャイアンツ） - コーチ（2020年〜）

## かつて在籍していた選手・コーチ・監督
- 太田誠（内野手） - 選手として在籍。現役引退後、駒澤大学硬式野球部の監督を務めた。
- 阿部東司 - 選手として在籍。掛布雅之の元同級生で阿部慎之助の実父。
- 長井秀夫 - 監督して在籍。同部の初代監督。退部後、市立川口高校や国士舘大学硬式野球部監督を歴任。
- 長堀肇（外野手） - 選手・コーチとして在籍し、2004年から2008年まで監督を務めた。退部後は、東洋大牛久高校の監督を務める。
- 飯塚智広（外野手） - 選手・コーチとして在籍し、引退後の2014年から2021年まで監督を務めた。
- 中村大伸（外野手） - 選手・コーチとして在籍。アトランタ五輪日本代表主将。
- 畑俊二（内野手） - 選手として在籍。現役引退後、大学野球・高校野球で監督を歴任。
- 垣野多鶴 - 前監督。
- 正村公弘（投手） - 選手として在籍。現役引退後、八戸大学→八戸学院大学硬式野球部、亜細亜大学硬式野球部の監督・コーチを務める。
- 生田勉（捕手） - 選手として在籍。現役引退後、亜細亜大学硬式野球部の監督を務める。
- 桝澤怜（外野手）